# Aransas Pass
Aransas Pass ist eine Stadt im San Patricio County, Aransas County und Nueces County im US-Bundesstaat Texas der Vereinigten Staaten. Das U.S. Census Bureau hat bei der Volkszählung 2020 eine Einwohnerzahl von 7.941 ermittelt.

## Geographie
Die Stadt liegt in drei verschiedenen Countys im Südosten von Texas, an der Redfish Bay am Golf von Mexiko, etwa 33 Kilometer nordöstlich von Corpus Christi und hat eine Gesamtfläche von 134,3 km², davon 106,5 km² Wasserfläche. Die Entfernung zu San Antonio im Nordwesten beträgt etwa 230 Kilometer, zu Houston im Nordosten etwa 280 Kilometer.

## Wirtschaft
Die Haupteinnahmequellen sind der Tourismus, Fischfang, -zucht und -verarbeitung, Hochseeangeln sowie Erdöl- und Erdgasförderung auf dem Festland.

## Demografische Daten
Nach der Volkszählung im Jahr 2000 lebten hier 8.138 Menschen in 2.961 Haushalten und 2.140 Familien. Die Bevölkerungsdichte betrug 292,6 Einwohner pro km². Ethnisch betrachtet setzt sich die Bevölkerung zusammen aus 80,58 % weißer Bevölkerung, 3,44 % Afroamerikanern, 0,76 % amerikanischen Ureinwohnern, 0,45 % Asiaten, 0,01 % Bewohnern aus dem pazifischen Inselraum und 11,28 % aus anderen ethnischen Gruppen. Etwa 3,47 % stammen von zwei oder mehr Rassen ab und 37,70 % der Bevölkerung sind Spanier oder Latein-Amerikaner.
Von den 2.961 Haushalten hatten 34,4 % Kinder unter 18 Jahre, die im Haushalt lebten. 54,1 % davon waren verheiratete, zusammenlebende Paare. 13,4 % waren allein erziehende Mütter und 27,7 % waren keine Familien. 23,1 % aller Haushalte waren Singlehaushalte und in 10,0 % lebten Menschen, die 65 Jahre oder älter waren. Die Durchschnittshaushaltsgröße betrug 2,70 und die durchschnittliche Größe einer Familie 3,17 Personen.
28,4 % der Bevölkerung waren unter 18 Jahre alt, 9,4 % von 18 bis 24, 25,4 % von 25 bis 44, 22,3 % von 45 bis 64, und 14,5 % die 65 Jahre oder älter waren. Das Durchschnittsalter war 36 Jahre. Auf 100 weibliche Personen aller Altersgruppen kamen 97,5 männliche Personen. Auf 100 Frauen im Alter von 18 Jahren und darüber kamen 95 Männer.
Das jährliche Durchschnittseinkommen eines Haushalts betrug 27.376 US-Dollar, das Durchschnittseinkommen einer Familie 33.227 USD. Männer hatten ein Durchschnittseinkommen von 29.383 USD gegenüber den Frauen mit 17.969 USD. Das Prokopfeinkommen betrug 12.964 USD. 19,6 % der Bevölkerung und 18,3 % der Familien lebten unterhalb der Armutsgrenze. Davon waren 23,5 % Kinder und Jugendliche unter 18 Jahren und 10,9 % waren 65 oder älter.

## Kriminalität
Die Kriminalitätsrate hat einen Index von 544 Punkten. (Vergl. US-Landesdurchschnitt: 329,7 Punkte)

2003 gab es sechs Vergewaltigungen, elf Raubüberfälle, 37 tätliche Angriffe auf Personen, 179 Einbrüche, 382 Diebstähle und 42 Autodiebstähle.